# تور (صورت فلکی)
تور (به انگلیسی: Reticulum) یا تاربست  هفتمین صورت فلکی کوچک، واقع در آسمان جنوبی است.
این صورت فلکی در قرن هفدهم توسط نجوم دان ایزاک هبرچت (به انگلیسی: Isaac Habrecht) به نام لوزی نامگذاری شد. و بعداً توسط نیکلاس لوئس د لاکایله (به فرانسوی: Nicolas Louis de Lacaille) به نام شبکه دوربین نجومی گذاشته شد و بعداً به این نام درآمد.

## ستاره‌های مهم
- اپسیلون تور یک منظومه شمسی مخصوص به خود دارد.

## مدعاها
- یکی از مواردی که در خصوص این مجموعهٔ ستاره‌ای مطرح می‌شود ادعای فردی به نام باب لازر است که از پرسنل منطقه ۵۱ ایالت متحده آمریکا بوده ایشان ادعا می‌کنند که قبلاً در منطقه ۵۱ تعدادی بشقاب پرنده در حال ساخت بوده‌است که خود او آن‌ها را دیده‌است. و ایشان ادعا می‌کند که ایالت متحده آمریکا طی یک برنامه فوق‌العاده سری در صدد است با افرادی که هزاران سال قبل از سیاره زمین هجرت کرده‌اند و در مجموعه صورت فلکی تاربست زندگی می‌کنند ارتباط بر قرار کند.

طبق ادعای ایشان بشقاب پرنده فناوری می‌باشد که از صورت فلکی یادشده به زمین آمده‌است و بر اساس فرایندهای هسته‌ای و رآکتور ضد ماده کار می‌کند.
صورت تاربست از جمله صورت‌های فلکی است که در نیمکره شمالی زمین به هیچ عنوان دیده نمی‌شود و تقریباً در نزدیکی محور سماوی قطب جنوب قرار دارد.